# Pozo de Guadalajara
Pozo de Guadalajara – gmina w Hiszpanii, w prowincji Guadalajara, w Kastylii-La Mancha, o powierzchni 11,43 km². W 2011 roku gmina liczyła 1329 mieszkańców.